# Prix Friedel-Volterra
Le prix Friedel-Volterra est décerné par la Société française de physique (SFP) et la Société italienne de physique (it) (SIF) qui vise à récompenser un ou une physicienne dans le cadre d'une collaboration franco-italienne en réalisant un travail scientifique de qualité au cours des dix dernières années.
Ce prix est annuel et bi-national. La SIF et le SPF alternent la remise du prix. Il a été créé en hommage au deux physiciens : Jacques Friedel et Vito Volterra.

## Liste des lauréats[1]
- 2016 : Gabriele Veneziano
- 2017 : Dimitri Battani
- 2018 : Francesco Sette
- 2019 : Cristiano Ciuti
- 2020 : Miriam Vitiello
- 2021 : Marino Marsi
- 2022 : Pasquale Serpico